# Melanitis violetta
Melanitis violetta är en fjärilsart som beskrevs av Hans Fruhstorfer 1908. Melanitis violetta ingår i släktet Melanitis och familjen praktfjärilar. Inga underarter finns listade i Catalogue of Life.